# Milunika Mitrović
Milunika Mitrović (Seča Reka, 1950) pesnikinja je, prozna spisateljica i književna kritičarka.

## Biografija
Milunika Mitrović je rođena 1. novembra 1950. u Sečoj Reci (Kosjerić), gde je pohađala osnovnu školu i počela pisati prve pesme, koje tada objavljuje beogradski časopis Delo. Posle završene gimnazije u Užicu, diplomirala je na Filološkom fakultetu u Beogradu, grupa za jugoslovensku književnost i srpskohrvatski jezik.
Radila je neko vreme kao profesorka u Grafičkoj školi u Beogradu i srednjoškolskom Obrazovnom centru u Obrenovcu. Posle preseljenja u Kosjerić, počinje da radi kao rukovodilac Matične biblioteke, gde je stekla i stručno zvanje bibliotekara, potom kao dugogodišnja direktorka Doma kulture u Kosjeriću, pokretala i učestvovala u mnogim kulturnim projektima. Neko vreme objavljivala je pod prezimenom Bjelanović, a od 2001. godine ponovo pod svojim devojačkim − Mitrović.
Objavljuje u najpoznatijim književnim listovima i časopisima: Borba – dodatak Svet knjige (nekoliko godina stalna saradnica), Zlatna greda, Književni list, Književne novine, Književni magazin, Savremenik, Sveske, Paun, Mostovi, Koraci, Diogen, Nova zora, Gambit, Trag, Pančevačko čitalište, Povelja, Polja, Sent, Neven, Bdenje, i dr. Neki radovi su joj objavljeni na engleskom i francuskom jeziku, a poezija na ruskom.
Mnogi kritičari i istoričari savremene književnosti objavili su svoje tekstove o njenom delu, kako domaćoj tako i zagraničnoj periodici.
Član je Udruženja književnika Srbije.
Član je redakcije književnih novina "Svitak" (Požega)
Živi u Kosjeriću i Zemunu.

## Bibliografija
- Biografija duše, pesme, Međurepublička zajednica za kulturu, Pljevlja, 1996;
- Starohrišćankina ljubav, pesme i lirski zapisi: Narodna knjiga, Beograd, 1997;
- KUD Maksim Marković 20 godina s ljubavlju, monografija, Kosjerić, 1998;
- Tradicija Čobanskih dana 30 godina, monografija, Turistička organizacija,Kosjerić, 2010;
- Dodir tajne, pesme, Dom kulture, Ivanjica − Narodna knjiga, Beograd, 1999;
- Poljsko cveće u belom bokalu, drama o životu slikarke Lize Marić Križanić: Listak, Beograd 2004;
- Nesavladano, pesme, Listak, Beograd, 2004;[2]
- Otpis, pesme, Listak, Beograd, 2007;
- Listopadne i druge, pesme, Listak, Beograd, 2010;
- Zapisi na vetru, priče, Listak, Beograd, 2012;
- Usputnice, sentence i haiku, Listak, Beograd, 2015;
- Zimsko pismo, pesme, Povelja, Kraljevo, 2015;[3]

Zastupljena je u antologijama i drugim izborima poezije, proze i književne kritike, kao i biografskim leksikonima:
- Nagrađene pesme, konkurs poezije Tražimo najbolje pesme, Vesti, Užice, 1966;
- Vladan Panković i Nikica Banić: Sagledavanje spektra duginih boja, Užice, Kadinjača, 2001;
- Leksikon prosvetnih radnika Srbije, Partenon, Beograd, 2003;
- Antologija ljubavne poezije prosvetnih radnika Srbije i Cene gore Krilate ruke ljubavi, Partenon, Beograd, 2004;
- Jutro pripada pticama (Antologija haiku pesništva Trešnjev cvet), Filološki fakultet u Beogradu, I tom, 2002;
- Galaksija Miljković, izbor iz poezije posvećene Branku Miljkoviću, Svitak, Požega, 2001. (priredio Milijan Despotović);
- Izbor iz svetskih i domaćih proznih i poetskih refleksivnih tekstovaZaludnica, Branko N. Rakočević, Beograd, 2004;
- Milutin Pašić: Na stazama stvaralaštva, prikazi, kritike, ogledi, Art plus, Užice, 2005;
- Zlatiborski pesmopleti (pesme o Zlatiboru), priredio Radomir Andrić, Užice, 2007.
- Biografski leksikon Zlatiborskog okruga, Udruženje Užičana u Beogradu, Beograd, 2006;
- Leksikon poznatih Užičana, Službeni glasnik, Beograd, 2013.

## Nagrade i priznanja
- Paunova nagrada, za knjigu Biografija duše, 1997.
- Nagrada za savremenu srpsku pripovetku (otkupna) Milutin Uskoković, Užice 1998. i 2002.
- Prva nagrada na konkursu Najlepša ljubavna pesma, Radio-Ivanjica, 1999; Otkupna nagrada na Jugoslovenskom književnom konkursu za ciklus haiku pesama JNIP, Naša reč, Leskovac, 2000.Opštinska nagrada za doprinos u kulturi i književnom stvaralaštvu, Kosjerić 2006.
- Plaketa zahvalnosti za trajni doprinos ugledu i razvoju udruženja, UKS, 2006.
- Nagrada „Pečat kneza Lazara”, za ukupan pesnički opus, 2008.
- Nagrada „Hadži Dragan”, za knjigu godine Zlatiborskog okruga, 2010.

## Literatura
- Rade M. Vučićević: „Pojmovni i stilski nivo izraza u nekih naših savremenih pisaca”, K.P. Žiravac, Požega, 2002;
- Bojana Stojanović Pantović: „Pukotine sećanja”, Politika, kulturni dodatak, 3. maj 2005;
- Dragiša Milosavljević: „Liza i Pjer Križanić, Ispovest bivših supružnika u dijalogu”, Sveske, br. 74, Pančevo, 2004;
- Jovan Dunđin: „Lekcija prolaznosti”, Zlatna greda, br. 42;
- Milijan Despotović: „Sazvučaji (ne)ispisanih snova”,Međaj, br. 57/58, 2005;
- Milutin Pašić: „Dramsko delo Milunike Mitrović”,Na stazama stvaralaštva: Art Plus, Užice, 2005;
- Miro Vuksanović: „Knjiga sa dvoja vrata”,Međaj, br. 61/62, 2006;
- Milunika Mitrović: "Pesnik i bonik prebelog jedra",Savremenik, br. 158-160, str. 135, Beograd, 2008.
- Mićo Cvijetić: „Biografija duše”, Bagdala, br. 475, 2008;
- Milijan Despotović: „Prozor na koži”, beseda, prikazi, Svitak, Požega, 2013;
- Bojana Stojanović Pantović: „Oštar ugao”, eseji, kritike, polemike,Agora, Zrenjanin, 2008;
- Milutin Pašić: Književnici „Zlatiborskog okruga”, Književno društvo Razvigor, Izdavačka radionica Svitak, UKS podružnica za Zlatiborski okrug, Požega, 2008.
- Slavko Gordić: „Srpska poezija danas”, Srpska akademija nauka i umetnosti, ogranak SANU u Novom Sadu, Novi Sad, 2014 („O savremenom pesništvu“);
- Milunika Mitrović: "Čovek koji je zadivio svoj rod", predgovor knjizi, Milijan Despotović: "Učitelj brani most",o podvigu Miladina Miša Zarića, Udruženje potomaka ratnika 1806 - 1920 "LJubomir Marić", Kosjerić, 2015
- Milunika Mitrović: "Blagodarje časnim dostojanstvenicima", pogovor knjizi, Milijan Despotović: "Vitezovi crnogorskog sreza", Udruženje potomaka ratnika 1806 - 1920 "LJubomir Marić", Kosjerić, 20

## Spoljašnje veze
- Info era/Milunika Mitrović: Svuda isti duh… - Intervju